# Kjetil Jansrud
Kjetil Jansrud (* 28. August 1985 in Stavanger) ist ein ehemaliger norwegischer Skirennläufer. Seine größten Erfolge sind der Gewinn der Abfahrts- und Super-G-Disziplinenwertung in der Saison 2014/15, die Goldmedaille im Super-G bei den Olympischen Winterspielen 2014 in Sotschi und der WM-Titel in der Abfahrt von Åre 2019. Hinzu kommen vier weitere olympische Medaillen. Zudem entschied er in der Saison 2004/05 die Gesamtwertung im Europacup für sich.

## Biografie
Jansrud bestritt im Dezember 2000 seine ersten FIS-Rennen und nahm ein Jahr später erstmals an Wettbewerben im Europacup teil. Ab der Saison 2002/03 startete Jansrud regelmäßig im Europacup. Ende November holte er mit Platz 25 im ersten Slalom von Levi seine ersten Punkte und am nächsten Tag erreichte er im zweiten Slalom bereits den neunten Platz. In den folgenden eineinhalb Jahren kam er aber nur zwei weitere Male unter die besten zehn, bis ihm am 5. März 2004 im Slalom in Pas de la Casa der erste Podestplatz gelang. Der endgültige Durchbruch im Europacup gelang ihm in der Saison 2004/05. Jansrud gewann zwei Slaloms und zwei Riesenslaloms, erreichte sechs weitere Podestplätze und insgesamt 19 Top-10-Platzierungen. Damit gewann er die Slalom- und Riesenslalomwertung und punktegleich mit dem Österreicher Hannes Reichelt auch die Gesamtwertung.
Von 2002 bis 2005 nahm Jansrud an vier Juniorenweltmeisterschaften teil. 2003 verfehlte er als Vierter in der Kombinationswertung nur knapp eine Medaille, 2004 gewann er mit Platz zwei im Riesenslalom erstmals Edelmetall und 2005 gewann er in der Kombination eine weitere Silbermedaille.

### Debüt im Weltcup Januar 2003
Seinen ersten Einsatz im Weltcup hatte Jansrud bereits am 19. Januar 2003 im Slalom von Wengen. Seit der Saison 2003/04 startet er regelmäßig im Weltcup. Allerdings kam er in diesem Winter nur im Riesenslalom von Flachau in den zweiten Durchgang, wo er als 29. seine ersten Weltcuppunkte gewann. In der Saison 2004/05 konnte er bereits viermal punkten und fuhr mit Platz 19 im Riesenslalom von Alta Badia erstmals unter die besten 20. Im Februar 2005 kam er auch bei den Weltmeisterschaften in Bormio im Slalom zum Einsatz, fiel dabei aber im ersten Durchgang aus.
Nach seinen Erfolgen im Europacup in der Saison 2004/05 gelang dem Norweger im nächsten Winter auch im Weltcup der Anschluss an die erweiterte Spitze. Anfang Dezember erreichte er im Slalom von Beaver Creek den vierten Platz und im Januar kam er im Slalom von Adelboden und in der Super-Kombination von Wengen erneut unter die besten zehn. Bei den Olympischen Winterspielen 2006 in Turin erreichte er in der Kombination als bester Norweger den zehnten Platz.
Nachdem Jansrud in der gesamten Saison 2006/07 verletzungsbedingt pausieren musste, blieb im Winter 2007/08 ein 20. Platz im Slalom von Bad Kleinkirchheim sein bestes Weltcupresultat. Im nächsten Winter gelang dem Norweger endgültig der Anschluss an die Weltspitze. Bereits zum Auftakt der Saison kam er im Riesenslalom von Sölden wieder auf den elften Platz, im Dezember erreichte er den vierten Platz im Riesenslalom von Beaver Creek und am 10. Februar 2009 stand er als Dritter des Riesenslaloms von Adelboden erstmals auf dem Podest. Mit einem weiteren Top-10-Platz erreichte er zu Saisonende den neunten Rang im Riesenslalomweltcup. Im Slalom blieb er nach einigen Ausfällen ohne Weltcuppunkte, dafür konnte er erstmals im Super-G punkten. Mehrere Ausfälle musste er auch bei den Weltmeisterschaften 2009 in Val-d’Isère hinnehmen. Sowohl im Slalom als auch im Riesenslalom schied er bereits im ersten Durchgang aus und auch im Super-G kam er nicht bis ins Ziel. Sein einziges Resultat war der neunte Platz in der Kombination.

### Erste Olympiamedaille 2010
Zu Beginn der Weltcupsaison 2009/10 erreichte Jansrud zwei Top-10-Platzierungen in den Riesenslaloms von Sölden und Beaver Creek. Zudem holte er auf der anspruchsvollen Birds of Prey-Piste in Beaver Creek erstmals in der Abfahrt Weltcuppunkte. Am 30. Januar 2010 erreichte er mit Platz zwei im Riesenslalom von Kranjska Gora sein bis dahin bestes Weltcupergebnis, nachdem er am Vortag dort beim ersten Riesenslalom den dritten Platz belegt hatte. Dieses Ergebnis konnte Jansrud bei den Olympischen Winterspielen 2010 bestätigen, wo er hinter Carlo Janka die Silbermedaille im Riesenslalom gewann. Im Riesenslalomweltcup konnte sich der Norweger auf Rang sieben verbessern, im Gesamtweltcup kam er erstmals unter die besten 20. In der Saison 2010/11 konnte sich Jansrud weiter steigern. Mit zwei zweiten Plätzen in den Riesenslaloms von Hinterstoder und Beaver Creek erreichte er den vierten Platz im Disziplinenweltcup. Zudem wurde er Dritter im Kombinationsweltcup. Im Gesamtweltcup verbesserte er sich um vier Plätze auf Rang 13. Bei den Weltmeisterschaften 2011 in Garmisch-Partenkirchen wurde Jansrud Fünfter im Riesenslalom und Zehnter in der Super-Kombination, während er in Slalom und Super-G ausschied. In den Jahren 2010 und 2011 wurde er dreimal norwegischer Meister, zweimal im Riesenslalom und einmal im Super-G.
Im Weltcupwinter 2011/12 verbesserte sich Jansrud in den schnellen Disziplinen Abfahrt und Super-G deutlich. Er zeigte beständige Leistungen und klassierte sich bis Ende Februar zehnmal unter den besten zehn (davon zwei dritte Plätze). Anfang März fuhr er im ersten Super-G und in der Abfahrt von Kvitfjell wiederum zweimal aufs Podest, wobei er sich nur um drei bzw. zwei Hundertstelsekunden geschlagen geben musste. Am 4. März 2012 gelang ihm schließlich der erste Weltcupsieg, als er den zweiten Super-G von Kvitfjell für sich entschied. In Super-G-Weltcupwertung erreichte er in diesem Winter den vierten Platz. Zu Beginn der Saison 2012/13 erzielte Jansrud eine weitere Podestplatzierung in der Abfahrt von Beaver Creek. Bei den Weltmeisterschaften 2013 schied er im Super-G aus; etwas später stellte sich heraus, dass er dabei einen Kreuzbandriss erlitten hatte. Somit war die Saison für ihn vorzeitig beendet.

### Weltcup-Comeback und Olympiagold
Sein Comeback im Weltcup gab er Ende November 2013 in Lake Louise. Er konnte sogleich annähernd an seine frühere Leistungen anschließen und erreichte in Mitte Dezember 2013 mit dem zweiten Platz in der Abfahrt von Gröden den ersten Podestplatz nach seiner Verletzung. Bei den Olympischen Winterspielen 2014 in Sotschi wurde er nach dem Gewinn der Bronzemedaille in der Abfahrt am 16. Februar 2014 Olympiasieger im Super-G. Ende des Jahres wurde er für diese Erfolge mit der Aftenposten-Goldmedaille und dem Fearnleys olympiske ærespris geehrt.

### Rang 2 im Gesamtweltcup und „Double“ in den Speed-Disziplinen 2014/15
Jansrud startete sehr stark in die Weltcupsaison 2014/15: Im November gewann er die Abfahrt und den Super-G von Lake Louise, im Dezember die Abfahrt von Beaver Creek sowie den Super-G von Gröden und lieferte sich mit dem Österreicher Marcel Hirscher ein spannendes Duell um die Führung im Gesamtweltcup, die mehrmals wechselte. Im Januar gewann er noch die Abfahrt von Kitzbühel, bei den Skiweltmeisterschaften in Vail/Beaver Creek konnte er jedoch in den Speed-Disziplinen keine Medaillen gewinnen: dem 4. Platz im Super-G (eine mögliche Medaille vergab er im oberen Streckenteil, als er mit der Hand bei einem Tor einfädelte und einen Sturz verhinderte; letztlich verpasste er um 0,03 s den Bronzerang) folgte ein 15. Platz in der Abfahrt. Erst in der nächsten Abfahrt, die aber nur für die alpine Kombination zählte, erzielte er die Bestzeit und legte damit den Grundstein für seine Silbermedaille in der Kombination. Ähnlich wie Tina Maze bei den Weltmeisterschaften 2013 hat er somit „die falsche Abfahrt“ gewonnen – diejenige, die keine Goldmedaille einbrachte. In den ersten beiden Weltcup-Abfahrten nach der WM erreichte er die Plätze 14 und 19, was im Kampf um die große Kristallkugel von ihm selbst als herber Rückschlag beurteilt wurde. Am 8. März 2015 gewann er jedoch den Super-G von Kvitfjell und entschied damit vorzeitig die Disziplinenwertung für sich. Außerdem kam er damit Marcel Hirscher im Gesamtweltcup wieder etwas näher.
Beim Weltcupfinale in Méribel gewann Jansrud die Abfahrt und sicherte sich somit die Abfahrtskugel vor Hannes Reichelt. Im Super-G belegte er zwar den zweiten Rang, da sein Konkurrent Hirscher aber den vierten Rang erreichte, konnte er diesen nicht überholen. Im letzten Riesenslalom der Saison wurde Jansrud Elfter und Hirscher Vierter, womit Jansrud vor dem abschließenden Slalom 60 Punkte zurücklag. Jansrud verzichtete aber auf einen Start im Slalom, womit Hirscher den Gesamtweltcup gewann und der Norweger Platz 2 belegte. Zum Abschluss des Winters wurde Jansrud in Hemsedal norwegischer Meister in Abfahrt und Super G.

### Weitere Saisons
In der Saison 2015/16 holte er vier Siege, davon überraschend jenen im erstmals am Weltcup-Programm stehenden Parallel-Riesenslalom in Alta Badia und auch erstmals einen in der Super-Kombination. Dazu kamen drei zweite und ein dritter Platz und acht weitere Top-Ten-Ränge. Er konnte allerdings keine Weltcup-Kugel gewinnen; während er in der Super-G-Wertung hinter seinem Landsmann Aleksander Aamodt Kilde Zweiter wurde, reichte es sowohl im Abfahrts- als auch Gesamt-Weltcup lediglich zu Rang 4.
Die Saison 2016/17 verlief für Jansrud sehr erfolgreich: Am 2. und 3. Dezember 2016 entschied er in Val-d’Isère jeweils einen Super-G und eine Abfahrt für sich. Sowohl am 16. Dezember 2016 in Gröden als auch am 27. Dezember in Santa Caterina war er wiederum in einem Super-G erfolgreich (im letzteren Fall handelte es sich um jenen von Lake Louise verlegten).
Bei den Weltmeisterschaften 2017 in St. Moritz (Schweiz), zu der er stark erkältet angetreten war, gewann er am 8. Februar die Silbermedaille im Super-G. In der Abfahrt am 12. Februar verpasste er mit dem (gemeinsam mit Patrick Küng gehaltenen) vierten Platz die Bronzemedaille um 2 Hundertstelsekunden. Bei der Super-Kombination am 13. Februar lag er nach der Abfahrt vom Vormittag mit 0,68 Sekunden Rückstand auf Laufsieger Romed Baumann auf Rang 6, musste wegen der weiterhin gegebenen Erkältung nicht nur auf das Antreten zum zweiten Teil des Rennens, dem Slalom, sondern auch auf die weitere Teilnahme an den Weltmeisterschaften verzichten.
Dank seiner drei Siege vom Dezember reichte ihm am 26. Februar in Kvitfjell Rang 7, um sich erneut den Super-G-Weltcup (und damit auch den sechsten in Serie für Norwegen) zu sichern. Er reiste zwar hinsichtlich des Abfahrtsweltcups mit einem Vorsprung von 32 Punkten auf Peter Fill zum Finale an, da aber sein Konkurrent dort am 15. März den zweiten Platz belegte, Jansrud aber letztlich nur Elfter wurde, blieb ihm in der Endabrechnung der zweite Platz. Im Gesamtweltcup wurde er – wie schon zwei Jahre zuvor – Zweiter.
In der Saison 2017/18 gewann er dank zweiter Siege in Lake Louise und Kvitfjell und zweiter Plätze in Beaver Creek und Kitzbühel die Disziplinenwertung im Super-G. In der Abfahrt erreichte er in Gröden den zweiten und in Bormio den dritten Platz. Bei den Olympischen Spielen in Pyeongchang gewann er in der Abfahrt die Silbermedaille und im Super-G die Bronzemedaille. Die Saison 2018/19 eröffnete er mit einem Sieg im Super-G in Lake Louise und einem dritten Platz in Gröden im Super-G. Im Februar wurde Jansrud in Åre mit zwei Hundertstelsekunden Vorsprung vor Teamkollegen Aksel Lund Svindal Weltmeister in der Abfahrt. So holte er nach zwei WM-Silbermedaillen seinen ersten Weltmeistertitel in seiner Karriere.
In der Saison 2019/20 erreichte er zunächst im Dezember einen zweiten Platz im Super-G in Gröden, ehe er sich im Jänner in Kitzbühel in derselben Disziplin ein letztes Mal in die Weltcup-Siegerlisten eintrug. In der Folgesaison kämpfte er mit Formschwankungen, kam aber zu Saisonbeginn im Super-G von Gröden noch einmal aufs Podest. Nachdem er sich im Weltcup-Winter 2021/22 gleich zu Saisonbeginn in Beaver Creek eine schwere Knieverletzung zuzog, spekulierten Medien über ein Saisonende. Doch Jansrud kämpfte sich noch einmal zurück und konnte an den Olympischen Winterspielen 2022 in Peking teilnehmen, wobei er im Super-G Rang 23 belegte. Für die Abfahrt war er ebenfalls gemeldet, verzichtete aber auf ein Antreten.
Am 5. März 2022 beendete er nach der Abfahrt in Kvitfjell seine Karriere. Auf dieser Piste ist Jansrud mit sieben Erfolgen Rekordsieger (2 × Abfahrt, 5 × Super-G).
Mit Beginn der Saison 2022/23 ist Jansrud zusammen mit dem ehemaligen Skispringer Anders Jacobsen als Wintersportexperte beim norwegischen TV-Sender Viaplay tätig.

## Erfolge

### Olympische Spiele
- Turin 2006: 10. Kombination
- Vancouver 2010: 2. Riesenslalom, 9. Super-Kombination, 12. Super-G, 17. Slalom, 31. Abfahrt
- Sotschi 2014: 1. Super-G, 3. Abfahrt, 4. Super-Kombination
- Pyeongchang 2018: 2. Abfahrt, 3. Super-G, 7. Kombination
- Peking 2022: 23. Super-G

### Weltmeisterschaften
- Val-d’Isère 2009: 9. Super-Kombination
- Garmisch-Partenkirchen 2011: 5. Riesenslalom, 10. Super-Kombination
- Vail/Beaver Creek 2015: 2. Alpine Kombination, 4. Super-G, 15. Abfahrt
- St. Moritz 2017: 2. Super-G, 4. Abfahrt
- Åre 2019: 1. Abfahrt, 22. Super-G
- Cortina d’Ampezzo 2021: 8. Abfahrt, 12. Super-G

### Weltcupwertungen
| Saison  | Gesamt | Gesamt | Abfahrt | Abfahrt | Super-G | Super-G | Riesenslalom | Riesenslalom | Slalom | Slalom | Kombination | Kombination | City Event | City Event |
| Saison  | Platz  | Punkte | Platz   | Punkte  | Platz   | Punkte  | Platz        | Punkte       | Platz  | Punkte | Platz       | Punkte      | Platz      | Punkte     |
| ------- | ------ | ------ | ------- | ------- | ------- | ------- | ------------ | ------------ | ------ | ------ | ----------- | ----------- | ---------- | ---------- |
| 2003/04 | 140.   | 2      | –       | –       | –       | –       | 53.          | 2            | –      | –      | –           | –           | –          | –          |
| 2004/05 | 98.    | 35     | –       | –       | –       | –       | 39.          | 30           | 58.    | 5      | –           | –           | –          | –          |
| 2005/06 | 43.    | 169    | –       | –       | –       | –       | 46.          | 11           | 21.    | 113    | 15.         | 45          | –          | –          |
| 2007/08 | 111.   | 25     | –       | –       | –       | –       | 47.          | 14           | 53.    | 11     | –           | –           | –          | –          |
| 2008/09 | 34.    | 225    | –       | –       | 40.     | 12      | 9.           | 213          | –      | –      | –           | –           | –          | –          |
| 2009/10 | 17.    | 436    | 47.     | 17      | 28.     | 37      | 7.           | 294          | –      | –      | 10.         | 88          | –          | –          |
| 2010/11 | 13.    | 495    | 46.     | 14      | 27.     | 46      | 4.           | 240          | 41.    | 35     | 3.          | 145         | 9.         | 15         |
| 2011/12 | 8.     | 855    | 19.     | 178     | 4.      | 342     | 9.           | 212          | 49.    | 7      | 7.          | 116         | –          | –          |
| 2012/13 | 13.    | 473    | 10.     | 184     | 8.      | 154     | 21.          | 95           | –      | –      | 11.         | 40          | –          | –          |
| 2013/14 | 6.     | 657    | 4.      | 328     | 2.      | 259     | 29.          | 34           | –      | –      | 13.         | 36          | –          | –          |
| 2014/15 | 2.     | 1288   | 1.      | 601     | 1.      | 556     | 19.          | 98           | –      | –      | 18.         | 29          | –          | –          |
| 2015/16 | 4.     | 1161   | 3.      | 432     | 2.      | 375     | 20.          | 149          | 33.    | 40     | 3.          | 165         | –          | –          |
| 2016/17 | 2.     | 924    | 2.      | 431     | 1.      | 394     | 24.          | 75           | -      | -      | 21.         | 24          | –          | –          |
| 2017/18 | 4.     | 884    | 7.      | 343     | 1.      | 400     | 45.          | 16           | 43.    | 15     | 2.          | 110         | –          | –          |
| 2018/19 | 13.    | 537    | 13.     | 160     | 4.      | 316     | 35.          | 25           | –      | –      | 14.         | 36          | –          | –          |
| 2019/20 | 8.     | 665    | 9.      | 248     | 5.      | 305     | –            | –            | –      | –      | 7.          | 112         | –          | –          |
| 2020/21 | 31.    | 259    | 20.     | 99      | 7.      | 160     | –            | –            | –      | –      | –           | –           | –          | –          |
| 2021/22 | 110.   | 31     | 47.     | 13      | 40.     | 16      | –            | –            | –      | –      | –           | –           | –          | –          |

### Weltcupsiege
- 55 Podestplätze, davon 23 Siege:

| Datum             | Ort            | Land       | Disziplin             |
| ----------------- | -------------- | ---------- | --------------------- |
| 4. März 2012      | Kvitfjell      | Norwegen   | Super-G               |
| 28. Februar 2014  | Kvitfjell      | Norwegen   | Abfahrt               |
| 2. März 2014      | Kvitfjell      | Norwegen   | Super-G               |
| 29. November 2014 | Lake Louise    | Kanada     | Abfahrt               |
| 30. November 2014 | Lake Louise    | Kanada     | Super-G               |
| 5. Dezember 2014  | Beaver Creek   | USA        | Abfahrt               |
| 20. Dezember 2014 | Gröden         | Italien    | Super-G               |
| 24. Januar 2015   | Kitzbühel      | Österreich | Abfahrt               |
| 8. März 2015      | Kvitfjell      | Norwegen   | Super-G               |
| 18. März 2015     | Méribel        | Frankreich | Abfahrt               |
| 21. Dezember 2015 | Alta Badia     | Italien    | Parallel-Riesenslalom |
| 15. Januar 2016   | Wengen         | Schweiz    | Super-Kombination     |
| 6. Februar 2016   | Jeongseon      | Südkorea   | Abfahrt               |
| 13. März 2016     | Kvitfjell      | Norwegen   | Super-G               |
| 2. Dezember 2016  | Val-d’Isère    | Frankreich | Super-G               |
| 3. Dezember 2016  | Val-d’Isère    | Frankreich | Abfahrt               |
| 16. Dezember 2016 | Gröden         | Italien    | Super-G               |
| 27. Dezember 2016 | Santa Caterina | Italien    | Super-G               |
| 25. Februar 2017  | Kvitfjell      | Norwegen   | Abfahrt               |
| 26. November 2017 | Lake Louise    | Kanada     | Super-G               |
| 11. März 2018     | Kvitfjell      | Norwegen   | Super-G               |
| 25. November 2018 | Lake Louise    | Kanada     | Super-G               |
| 24. Januar 2020   | Kitzbühel      | Österreich | Super-G               |

### Europacup
- Saison 2004/05: Gesamtsieger, 1. Riesenslalomwertung, 1. Slalomwertung
- 15 Podestplätze, davon 5 Siege

### Junioren-Weltmeisterschaften
- Tarvisio 2002: 19. Kombination, 25. Slalom, 43. Abfahrt
- Briançonnais 2003: 4. Kombination, 8. Riesenslalom, 12. Slalom, 32. Abfahrt
- Maribor 2004: 2. Riesenslalom, 13. Super-G, 57. Abfahrt
- Bardonecchia 2005: 2. Kombination, 4. Slalom, 5. Super-G, 9. Riesenslalom, 12. Abfahrt

### Weitere Erfolge
- 5 norwegische Meistertitel (Riesenslalom 2010 und 2011, Super-G 2011 und 2015, Abfahrt 2015)
- 1 Podestplatz im Nor-Am Cup
- 8 Siege in FIS-Rennen